# Rue Berbier-du-Mets
La rue Berbier-du-Mets est une voie du 13e arrondissement de Paris située dans le quartier de Croulebarbe.

## Situation et accès
Elle débute 26, rue Croulebarbe et se termine 17, boulevard Arago.
La rue Berbier-du-Mets est desservie par la ligne 7 à la station Les Gobelins.

## Origine du nom
Elle porte le nom du premier garde général du Mobilier de la Couronne Gédéon Berbier du Mets (1626-1709).

## Historique
La rue construite dans l'ancien lit de la Bièvre, portait le nom de « ruelle des Gobelins » avant de prendre sa dénomination actuelle le 19 décembre 1935. Elle tient son nom de Gédéon Berbier du Mets (1626-1709), qui fut le premier Intendant général du Garde-Meuble de la Couronne, ancêtre du Mobilier national dont le bâtiment qui l'abrite aujourd'hui fut construit à cet emplacement en 1936.
En 2008, un marquage au sol du cours de la Bièvre est réalisé et suit l'intégralité de la rue.

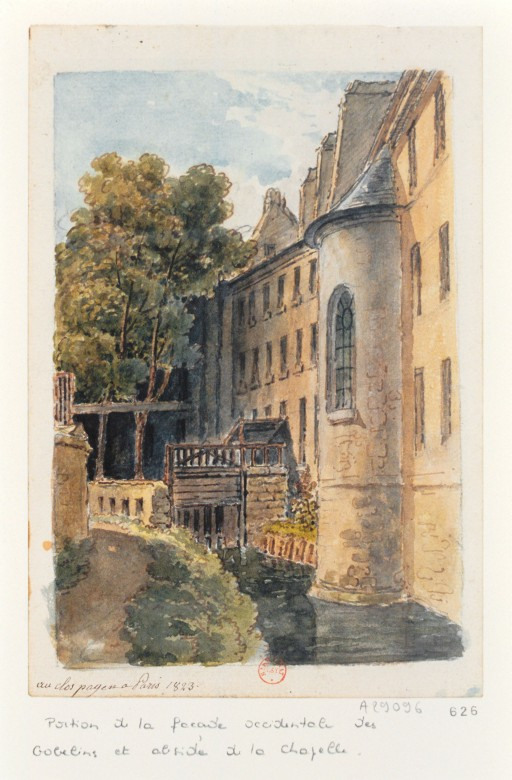
Vue de la Bièvre longeant la manufacture des Gobelins (1830).
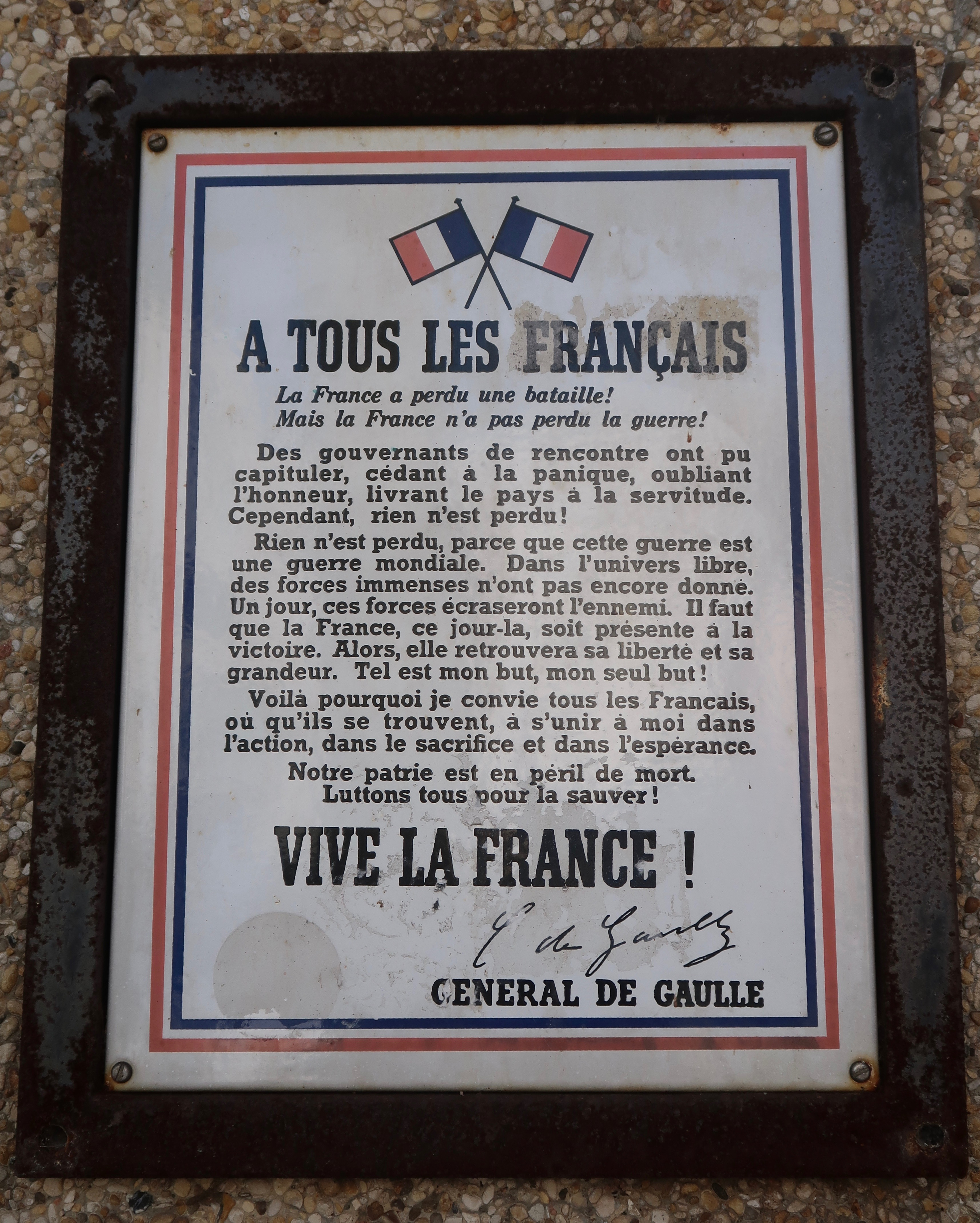
Plaque À tous les Français, contre le square René-Le Gall.
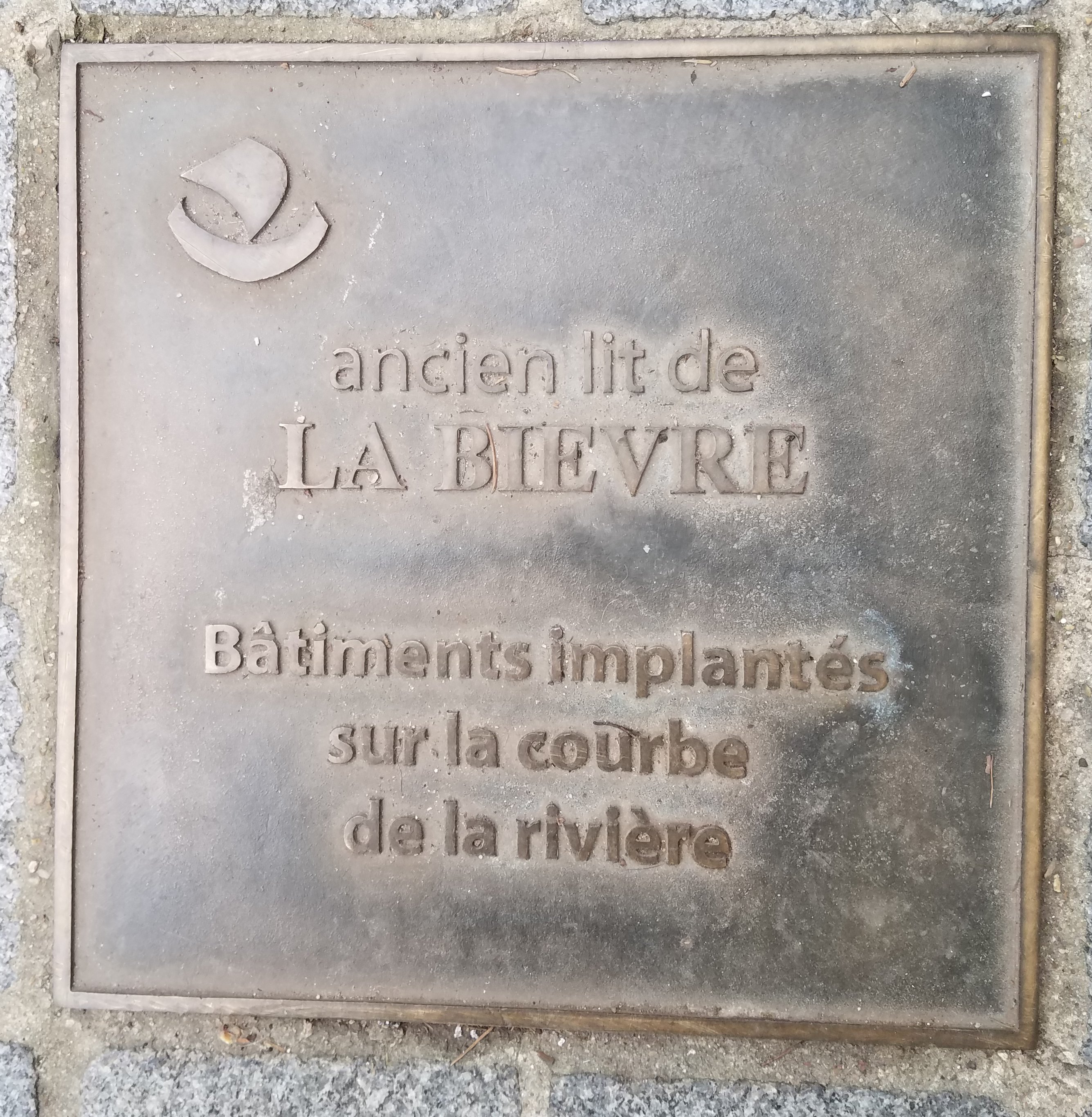
Plaque située au niveau des n°12-14.
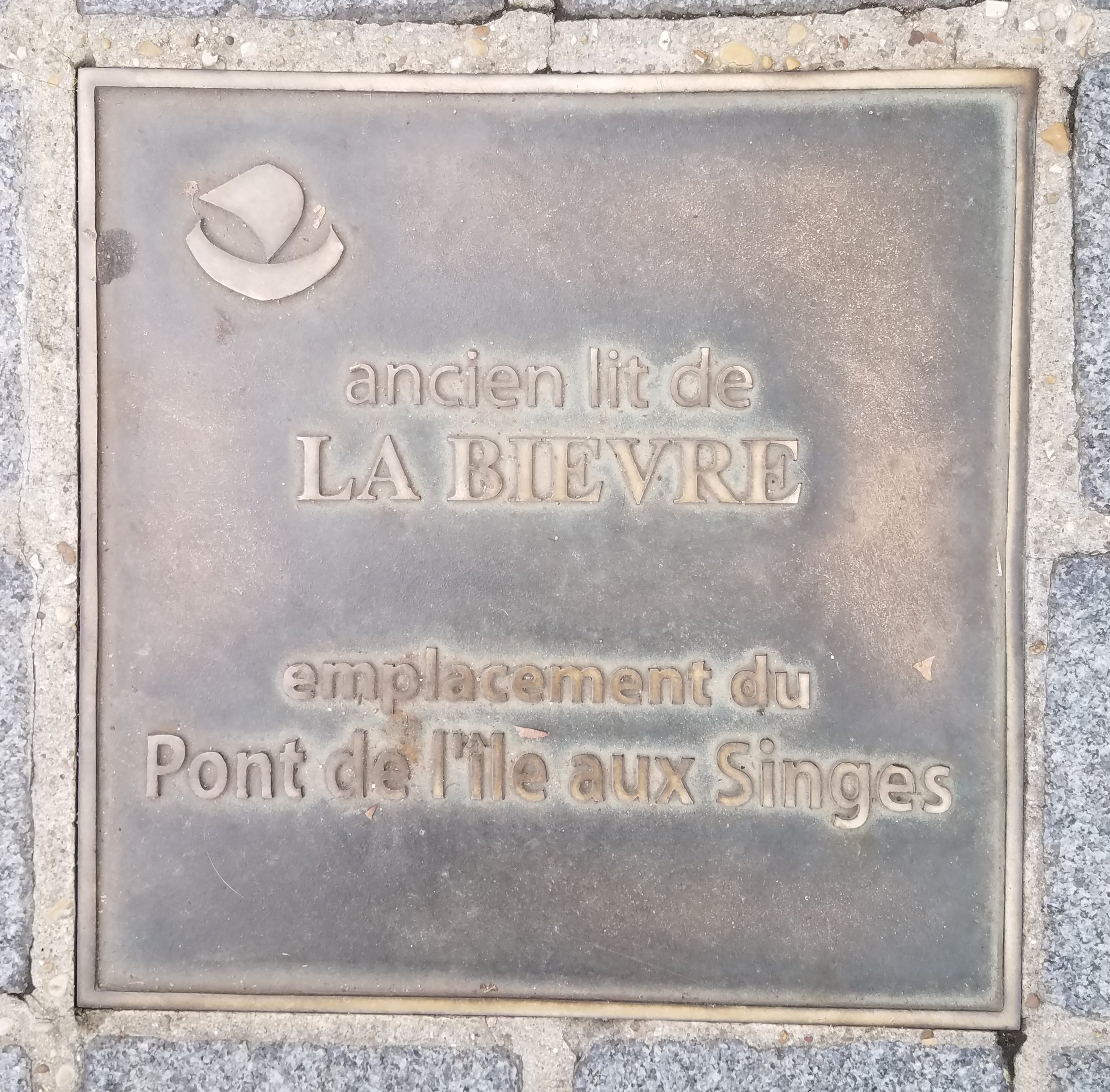
Plaque située à l'angle avec la rue Croulebarbe.

## Bâtiments remarquables et lieux de mémoire
- Angle no 2 rue Berbier-du-Mets, no 26 rue Croulebarbe : « immeuble plat »[3].
- L'arrière de la manufacture des Gobelins, notamment la chapelle. Sur le mur le long de la rue, on voit une pierre gravée de l'indication « No 66 70 T 4 P » signifiant que l'entretien de la Bièvre lui incombait sur 70 toises et 4 pieds[4].
- Nos 16 à 18 bis : immeuble construit en 1901 pour le compte d’un mégissier. Les persiennes en bois évoquent l’ancienne activité de séchage des peaux[5],[6].

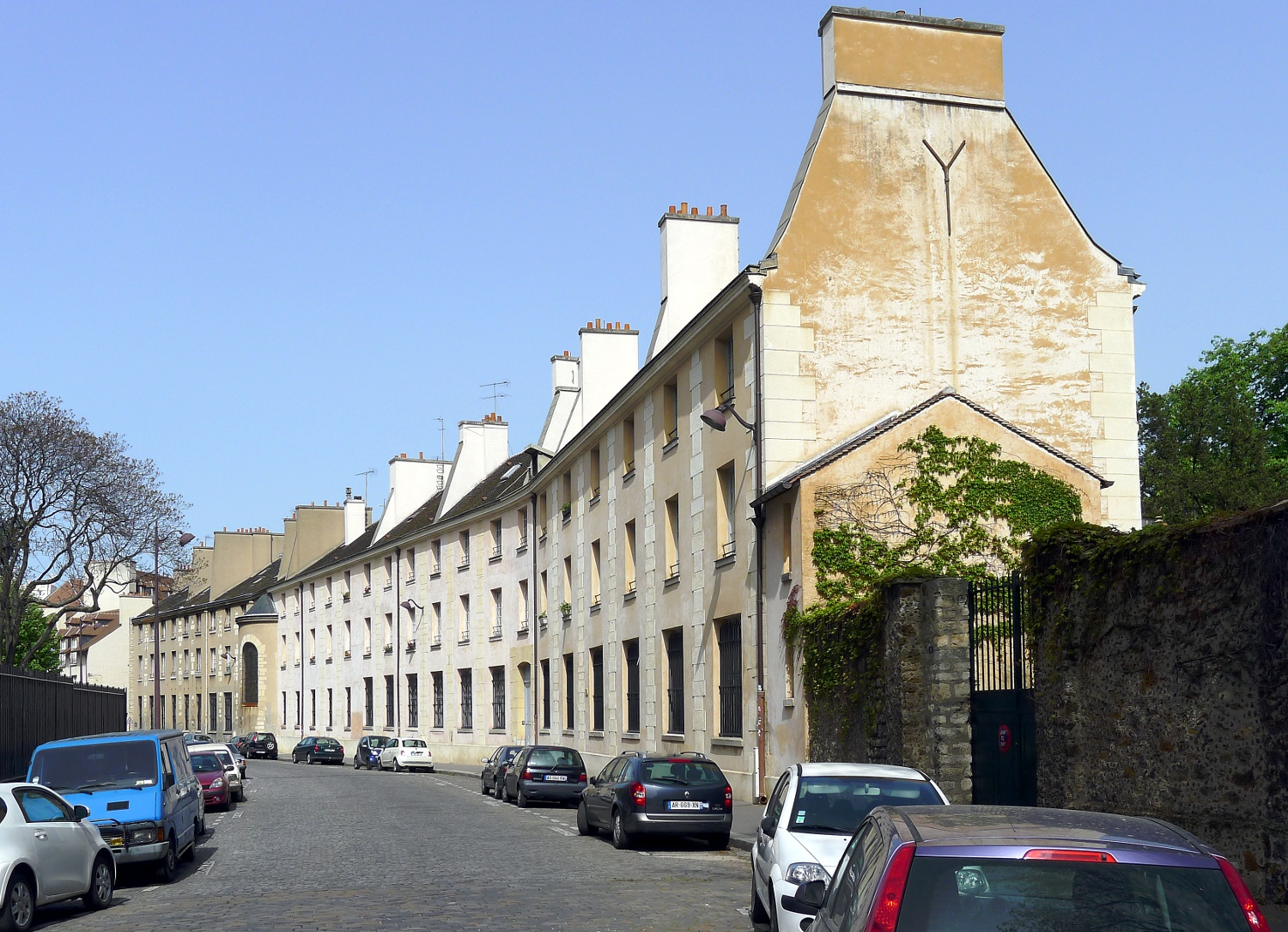
Arrière de la manufacture des Gobelins.
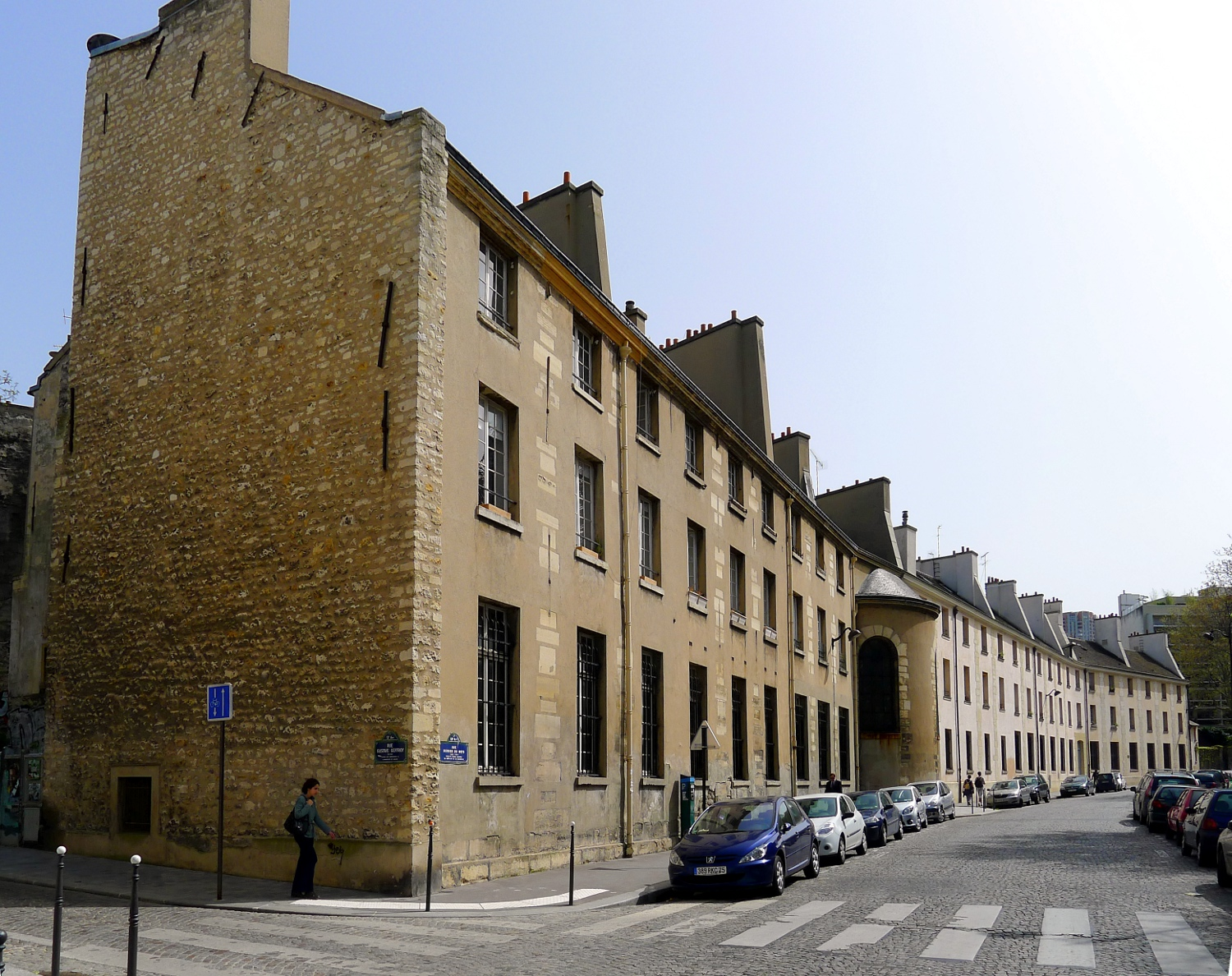
Arrière de la manufacture des Gobelins.

- Le Mobilier national à sa jonction avec la rue Croulebarbe. Auguste Vitu situe à son emplacement le pavillon de chasse de monsieur de Julienne[7],[8].
- L'arrière du château de la Reine-Blanche.

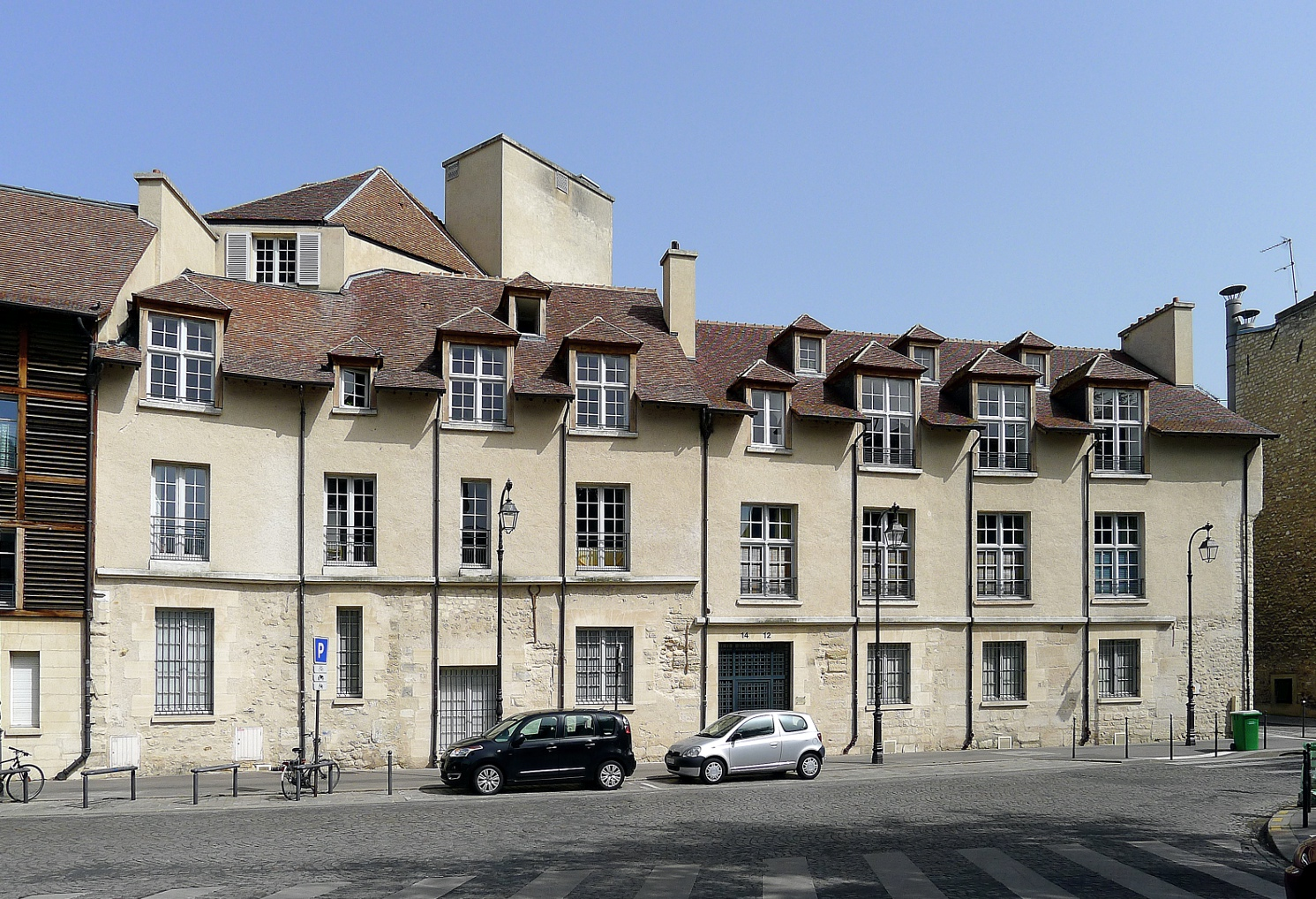
Maisons datant du XVIIe siècle.

- Le square René-Le Gall dans son accès nord.
- La place en Hommage-aux-Femmes-Victimes-de-Violences.
- Au no 20, la Maison des sciences de la communication du CNRS, inaugurée le 25 novembre 2009[9] et siège de l'Institut des sciences de la communication (ISCC). L'institut quitte ces locaux en 2018 et y est remplacé par la start-up Bioserenity.

## Dans la littérature
Huysmans évoque la ruelle des Gobelins dans La Bièvre.